# Villa Rosa (paroisse civile)
Pour les articles homonymes, voir Villa Rosa.
Villa Rosa est l'une des six divisions territoriales et statistiques dont l'une des cinq paroisses civiles de la municipalité de Sucre dans l'État de Portuguesa au Venezuela. Sa capitale est Villa Rosa.